# George Albert Wells
George Albert Wells (* 22. Mai 1926 in London; † 23. Januar 2017) war ein britischer Sprachwissenschaftler, Christentumskritiker und emeritierter Professor für Deutsch an der Londoner Birkbeck University. Er hat einige Bücher zu Jesus von Nazaret veröffentlicht, die dessen Existenz zunächst bestritten, seit 1998 aber eine historische Person hinter den Quellen annehmen.

## Leben
Wells war der Sohn des Warenhändlers George Wells und seiner Frau Lilian (geborene Bird). Er besuchte die County School und die Stationers’ Company’s School in Hornsey, bevor er 1943 ein Germanistikstudium am University College London (UCL) begann. Während des Zweiten Weltkriegs wurde er als sogenannter Bevin Boy in den Kohleminen eingesetzt, wo er aus gesundheitlichen Gründen vorzeitig entlassen wurde und das Studium abschließen konnte. Von 1949 bis 1968 war er Dozent am University College. Zwischenzeitlich beendete er 1954 ein Aufbaustudium und wurde an der University of London promoviert. Von 1968 bis 1988 war er Leiter des Departements für Deutsch in Birkbeck und anschließend dort emeritierte.
Wells betrieb Studien zu Johann Gottfried Herder als Historiker, zu dem österreichischen Dramatiker Franz Grillparzer und zu Johann Wolfgang von Goethe als Wissenschaftler. Er schätzte Goethes Schriften zur Geologie, da ihn dieses Thema selbst sehr interessierte. Neben den Studien zu den Autoren des 18. und 19. Jahrhunderts widmete er sich zwei weiteren Forschungsfeldern: dem Ursprung der Sprache und der Bibelkritik.
In den Jahren 1971 bis 2009 veröffentlichte er mehrere Bücher über das frühe Christentum. Seine Ansichten über die Existenz Jesu waren umstritten. Seine Veröffentlichungen zu diesem Thema erregte viel Aufmerksamkeit in den Vereinigten Staaten, so dass ihm 1983 von der „International Academy of Humanism“ der Titel eines „Humanist Laureate“ verliehen wurde.
Sein Interesse an den Ursprüngen der Sprache hatte sein Lehrer der Dichter Ronald Englefield (1891–1975) geweckt. Gemeinsam mit dem Neuropathologen David Oppenheimer vom Trinity College gab er posthum Engefields Arbeiten in drei Büchern heraus. Er selbst veröffentlichte ebenfalls Schriften zu diesem Thema. Als Dozent stellte er recht hohe Ansprüche an seine Studenten, er selbst wurde für die sorgfältige Vorbereitung seiner Vorlesungen und faire Beurteilungen geschätzt, wenngleich ihn einige als zu streng empfanden. Durch die Ereignisse des Weltkriegs hatte er mit seiner Abteilung für Germanistik einen schweren Stand und setzte sich sehr dafür ein, dass Abteilung nicht geschlossen wurde. Er war zudem für einige Jahre Vorsitzender des Prüfungsausschusses der University of London für den Bachelor in Deutsch (BA German).
Wells hat, teilweise gemeinsam mit R. Joseph Hoffmann, aufgrund der seit etwa 1750 bekannten mythologischen Motive der urchristlichen Quellen bezweifelt, dass Jesus real existierte. Er stand damit in einer angelsächsischen Tradition der skeptischen und quellenkritischen Christentumskritik. Seit 1998 hielt er die Existenz eines Jesus für wahrscheinlich, den die Urchristen nicht erfunden, sondern zu einem Jesus-Mythos stilisiert hätten.
Wells war verheiratet. Er unternahm in seiner Freizeit Wanderungen gemeinsam mit seiner Frau Elisabeth.

## Veröffentlichungen (Auswahl)
- Herder and after a study in the development of sociology. Mouton, s’Gravenhage 1959, OCLC 647531853.
- The plays of Grillparzer (= Pergamon Oxford German series). Pergamon Press, London / New York 1969, ISBN 0-08-012950-1, doi:10.1016/C2013-0-10040-2 (englisch).
- Goethe and the development of science, 1750–1900. Sijthoff & Noordhoff, Alphen aan den Rijn 1978, ISBN 90-286-0538-X.
- The origin of language. Rationalist Press Association, London 1999, ISBN 0-301-99001-8.

Christliche Themen
- Can We Trust the New Testament? Thoughts on the Reliability of Early Christian Testimony. Neuausg. Open Court Publications, Chicago, Ill. 2004, ISBN 0-8126-9567-4.
- Did Jesus Exist? Elek & Pemberton, London 1975, ISBN 0-236-31001-1.
- The Historical Evidence for Jesus. Prometheus Books, Buffalo, N.Y. 1982, ISBN 0-87975-180-0.
- The Jesus Myth. Open Court  Publications, Chicago, Ill. 1991, ISBN 0-8126-9392-2.
- Religious postures. Essays on modern Christian apologists and religious problems. Open Court Publications, La Salle, Ill. 1988, ISBN 0-8126-9070-2.
- What’s in a name. Reflexions on language, magic and religion. Open Court Publications, Chicago, Ill. 1993, ISBN 0-8126-9238-1.
- Who Was Jesus? A critique of the New Testament record. Neuauflage, Open Court Publications, La Salle, Ill. 1991, ISBN 0-8126-9096-6.
- Earliest Christianity. In: The New Humanist. Band 114, Nr. 3. September 1999, S. 13–18 (infidels.org).

Als Herausgeber mit David Richard Oppenheimer:
- F. Ronald H Englefield: Language. Its Origins and Relation to Thought. Elek/Pemberton, Charles Scribner’s Sons, London / New York 1977, ISBN 0-684-15505-2.
- F. R. H. Englefield: The mind at work and play. Prometheus Books, Buffalo, NY 1985, ISBN 0-87975-254-8 (englisch, archive.org).
- F. R. H. Englefield: Critique of pure verbiage: essays on abuses of language in literary, religious, and philosophical writings. Open Court, La Salle, Ill. 1990, ISBN 0-8126-9107-5.